# Premios AVN

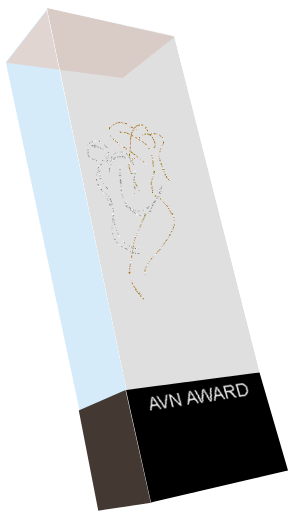
Trofeo de los premios AVN (imagen CGI).

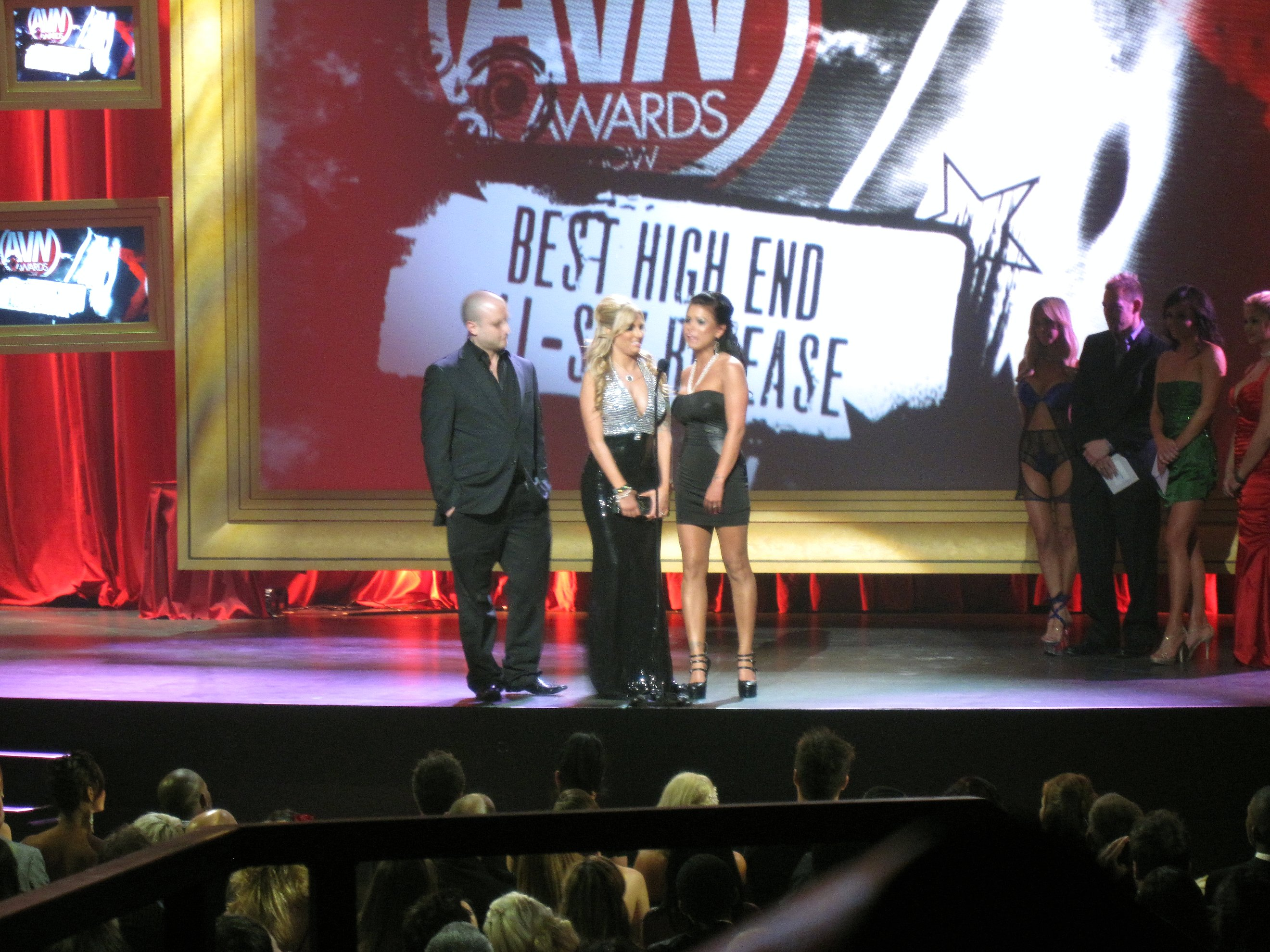
Teagan Presley y Eva Angelina en los premios AVN en 2010.

Los Premios AVN  (AVN Awards en inglés), considerados los "Oscar" del cine porno, son otorgados por la revista AVN (Adult Video News) a la industria del cine pornográfico, abarcando casi un centenar de categorías. 
La primera ceremonia se celebró en el año 1984. Habitualmente la gala se celebra durante el AVN Adult Entertainment Expo que tiene lugar en Las Vegas, Nevada en el primer trimestre del año. 

## Categorías

### Producción
- Mejor Película de vídeo
- Mejor película
- Mejor DVD
- Mejor Pornografía gonzo
- Mejor serie de Pornografía gonzo
- Mejor comedia de sexo
- Mejor Vignette de lanzamiento
- Mejor Serie de Vignette
- Mejor lanzamiento de todo sexo
- Mejor Video Serie Continuo
- Mejor High-Definition de producción
- Mejor Interactivo DVD
- Mejor DVD clásico
- Mejor película extranjera
- Mejor película extranjera de todo sexo
- Mejor serie extranjera
- Mejor Anal característico
- Mejor serie anal
- Mejor pornografía lésbica All-Girl
- Mejor serie lésbico All-Girl
- Mejor Ethnic-Themed Release –  Asiático
- Mejor Ethnic-Themed Release –  Negro
- Mejor Ethnic-Themed Release –  Latino
- Mejor pornografía de lanzamiento
- Mejor Ethnic-Themed en Series
- Mejor P.O.V.
- Mejor Oral-Themed
- Mejor Oral-Themed Series
- Mejor Amateur
- Mejor serie Amateur
- Mejor Pro-Am
- Mejor Pro-Am Series
- Mejor lanzamiento alternativo
- Mejor video Bisexual
- Mejor Video Gay
- Mejor video alternativo Gay
- Mejor video Gay Solo
- Mejor video 18

### Categorías de interpretación
- Mejor actriz revelación
- Mejor actor revelación
- Artista femenina del año
- Artista masculino del año
- Artista femenina extranjera del año
- Artista emergente extranjera del año (desde 2020)
- Artista masculino extranjero del año
- Artista transexual del año
- Artista MILF / Cougar del año
- Artista masculino del año en vídeo gay
- Artista revelación del año en vídeo gay
- Mejor actriz
- Mejor actor
- Mejor actriz de reparto
- Mejor actor de reparto
- Artista femenina no reconocida del año (hasta 2014)
- Mejor Tease Performance (hasta 2014)
- Mejor actor en vídeo gay
- Mejor actor de reparto en vídeo gay
- Artista lésbica del año
- Artista BBW del año (hasta 2017)
- Estrella mainstream del año (entre 2014 y 2018)
- Mejor actuación no sexual
- Mejor actuación solo / tease (creada en 2015, fusión de la Mejor Tease Performance y de la Mejor escena de masturbación)

### Categorías de escenas de sexo
- Mejor escena de blowbang (desde 2020)
- Mejor escena de gangbang (desde 2020)
- Mejor escena de sexo lésbico
- Mejor escena de sexo anal
- Mejor escena de sexo oral
- Mejor escena de sexo chico/chica
- Mejor escena de sexo en grupo
- Mejor escena de sexo lésbico en grupo
- Mejor escena de trío (hasta 2010)
  - Mejor escena de trío H-M-H (desde 2011)
  - Mejor escena de trío M-H-M (desde 2011)
- Mejor escena de trío lésbico (de 2009 a 2011)
- Mejor escena de sexo en producción extranjera
- Mejor escena de sexo anal en producción extranjera (desde 2019)
- Mejor escena de sexo de chico/chica en producción extranjera (desde 2019)
- Mejor escena de sexo lésbico grupal en producción extranjera (desde 2019)
- Mejor escena de masturbación (hasta 2014)
- Mejor escena de sexo gay
- Mejor escena de sexo seguro (solo en 2014)
- Mejor escena escandalosa de sexo
- Mejor escena POV de sexo (hasta 2016)
- Mejor escena de doble penetración
- Mejor escena de sexo con transexual (desde 2020)
- Mejor escena de sexo transexual en grupo
- Mejor escena en realidad virtual (desde 2017)

### Categorías técnicas
- Mejor guion de película
- Mejor guion de vídeo
- Mejor dirección de arte en película
- Mejor dirección de arte en video
- Mejor Fotografía
- Mejor Videografía
- Mejor edición de película
- Mejor edición de video
- Mejor efectos especiales
- Mejor música
- Mejor extras de DVD
- Mejores menús de DVD
- Mejor Guion - Video Gay
- Mejor Videografía  - Video Gay
- Mejor Edición - Video Gay
- Mejor Música - Video Gay

### Categorías de productos especializados
- Mejor Especialidad - Busto grande
- Mejor Especialidad - Bondage pornography
- Mejor Especialidad - Fetichismo de pies
- Mejor Especialidad - Disciplina inglesa (nalgadas)
- Mejor Especialidad - MILF
- Mejor Especialidad - Lanzamiento Transexual
- Mejor Especialidad - Especialidad de lanzamiento Gay
- Mejor Especialidad - Otros géneros

### Categorías de comercialización
- Mejor DVD de embalaje
- Mejor VHS Embalaje
- El mejor concepto cubierta de la caja
- Mejor campaña de marketing global - Empresa Imagen
- Mejor campaña de marketing global - Proyecto Individual
- Mejor Sitio Web de comercialización
- Mejor Sitio Web al por menor
- El mejor concepto cubierta de la caja (Gay video)
- Mejor embalaje (Gay video)

### Categorías especiales
- Mejor Título de Alquilar del Año
- Los más vendidos Títulos del Año
- Salón de la fama
- Reuben Sturman Premio

### Premios de los fanes (The Fan Awards)
Premios de los fanes (se incorporó gradualmente a partir de 2011)
- Mejor cuerpo
- Mejores pechos
- Actriz porno favorita
- Actor porno favorito
- Actriz porno transexual favorita
- MILF más caliente
- Actriz porno más prometedora
- Actriz debutante más prometedora
- Estudio favorito
- Chica webcam favorita
- Chico webcam favorito
- Chica webcam transexual favorita
- Culo más caliente
- Estrella mediática (uso en redes sociales)

## Principales premios
Las siguientes listas recogen los galardonados cada año en las categorías más relevantes.

### Premiados 1984-1989
|                              | 1984                              | 1985                                         | 1986                                | 1987                                | 1988                                          | 1989                                      |
| Mejor actriz revelación      | Rachel Ashley                     | Ginger Lynn                                  | Angel                               | Barbara Dare                        | Samantha Strong                               | Aja                                       |
| Mejor actriz (film)          | Sharon Mitchell (Sexcapades)      | Pamela Mann (X Factor)                       | Sheri St. Claire (Corporate Assets) | Colleen Brennan (Getting Personal)  | Krista Lane (Deep Throat II)                  | Ona Zee (Portrait of an Affair)           |
| Mejor actriz (video)         |                                   |                                              | Ginger Lynn (Project Ginger)        | Nina Hartley (Debbie Duz Dishes)    | Shanna McCullough (Hands Off)                 | Barbara Dare (Naked Stranger)             |
| Mejor actor (f)              | Richard Pacheco (Irresistible)    | Eric Edwards (X Factor)                      | Harry Reems (Trashy Lady)           | Mike Horner Sexually Altered States | John Leslie (Firestorm II)                    | Robert Bullock (Portrait of an Affair)    |
| Mejor actor (v)              |                                   |                                              | Eric Edwards (Dangerous Stuff)      | Buck Adams (Rockey X)               | Robert Bullock (Romeo and Juliet)             | Jon Martin (Case of the Sensuous Sinners) |
| Mejor actriz de reparto (f)  | Tiffany Clark (Hot Dreams)        | Lisa De Leeuw (Dixie Ray, Hollywood Star)    | Lisa De Leeuw (Raw Talent)          | Colleen Brennan (Star Angel)        | Tish Ambrose (Firestorm II)                   | Nina Hartley (Portrait of an Affair)      |
| Mejor actriz de reparto (v)  |                                   |                                              |                                     |                                     |                                               | Jacqueline Lorains (Beauty & the Beast)   |
| Mejor actor de reparto (f)   | Richard Pacheco (Nothing to Hide) | John Leslie (Firestorm)                      | Ron Jeremy (Candy Stripers II)      | Joey Silvera (She's So Fine)        | Michael Gaunt (Firestorm II)                  | Jamie Gillis (wiki Peaches II)            |
| Mejor actor de reparto (v)   |                                   |                                              |                                     |                                     |                                               | Richard Pacheco (Sensual Escape)          |
| Mejor actuación no sexual    |                                   |                                              |                                     |                                     |                                               | Jose Duval (Pillowman)                    |
| Mejor director(f)            | Cecil Howard (Scoundrels)         | Anthony Spinelli (Dixie Ray, Hollywood Star) | Cecil Howard (Snake Eyes)           | Cecil Howard (Star Angel)           | Richard Pacheco (Careful, He May be Watching) | Alex de Renzy (wiki Peaches II)           |
| Mejor director (v)           |                                   | Henri Pachard - (Long Hard Nights)           | Paul Vatelli (Erotic Zones II)      | Jerome Tanner (Club Exotica)        | Henri Pachard (Talk Dirty to Me, Part V)      | John Leslie (Catwoman)                    |
| Mejor fotografía             | Ken Gibb (All American Girls)     | Fred Andes (Dixie Ray, Hollywood Star)       | Larry Revene - Raw Talent           | Sandy Beach (Star Angel)            | Elroy Brandy (Firestorm II)                   | Mr. Ed (Miami Spice II)                   |
| Mejor película               |                                   | Unthinkable                                  | Ball Busters                        | Wild Things                         | Baby Face II                                  | Angel Puss                                |
| Título más alquilado del año |                                   |                                              |                                     |                                     | Traci, I Love You                             | The Devil in Mr. Holmes                   |
| Título más vendido del año   |                                   |                                              |                                     |                                     | Traci, I Love You                             | Miami Spice II                            |

### Premiados 1995-1999
|                                 | 1995                                                  | 1996                                                                                       | 1997                                                       | 1998                                                            | 1999                                                     |
| Mejor actriz revelación         | Kylie Ireland                                         | Jenna Jameson                                                                              | Missy                                                      | Johnni Black                                                    | Alisha Klass                                             |
| Actriz del año                  | Asia Carrera                                          | Kaitlyn Ashley                                                                             | Missy                                                      | Stephanie Swift                                                 | Chloe                                                    |
| Actor del año                   | Jimmy Jhonon                                          | Rocco Siffredi                                                                             | T. T. Boy                                                  | Tom Byron                                                       | Tom Byron                                                |
| Mejor actriz (f)                | Ashlyn Gere (The Masseuse 2)                          | Jeanna Fine (Skin Hunger)                                                                  | Melissa Hill (Penetrator 2Grudgefuck Day)                  | Dyanna Lauren (Bad Wives)                                       | Shanna McCullough (Looker)                               |
| Mejor actriz (v)                | Ashlyn Gere (Body & Soul)                             | Jenna Jameson (Wicked One)                                                                 | Jeanna Fine (My Surrender)                                 | Stephanie Swift (Miscreants)                                    | Jeanna Fine (Café Flesh 2)                               |
| Mejor actor (f)                 | Buck Adams (No Motive)                                | Mike Horner (Lessons in Love)                                                              | Jamie Gillis (Bobby Sox)                                   | Steven St. Croix (Bad Wives)                                    | James Bonn (Models)                                      |
| Mejor actor (v)                 | Steven St. Croix (Chinatown)                          | Jon Dough (Látex)                                                                          | Jon Dough (Shock)                                          | Tom Byron (Indigo Delta)                                        | Michael J. Cox (L.A. Uncovered)                          |
| Mejor actriz de reparto (f)     | Tyffany Million (Sex)                                 | Ariana (Desert Moon)                                                                       | Shanna McCullough (Bobby Sox)                              | Melissa Hill (Bad Wives)                                        | Chloe (The Masseuse 3)                                   |
| Mejor actriz de reparto (v)     | Kaitlyn Ashley (Shame)                                | Jeanna Fine (Dear Diary)                                                                   | Juli Ashton (Head Trip)                                    | Jeanna Fine (Miscreants)                                        | Katie Gold (Pornogothic)                                 |
| Mejor actor de reparto (f)      | Jon Dough (Sex)                                       | Steven St. Croix (Forever Young)                                                           | Tony Tedeschi (The Show)                                   | Wilde Oscar (Doin' the Ritz)                                    | Michael J. Cox (Models)                                  |
| Mejor actor de reparto (v)      | Jonathan Morgan (The Face)                            | Alex Sanders (Dear Diary)                                                                  | Tony Tedeschi (Silver Screen Confidential)                 | Dave Hardman (Texas Dildo Masquerade)                           | Jamie Gillis (Forever Night)                             |
| Mejor actuación no sexual       | E.Z. Ryder (Erotika)                                  | Veronica Hart (Nylon)                                                                      | Scotty Schwartz (Silver Screen Confidential)               | Jamie Gillis (New Wave Hookers 5)                               | Robert Black (The Pornographer)                          |
| Mejor Tease Performance         | Christina Angel (Dog Walker)                          | Christy Canyon (Comeback)                                                                  | Janine (Extreme Close-Up)                                  | Silvia Saint (Fresh Meat 4)                                     | Ava Lustra (Leg Sex Dream)                               |
| Mejor director (f)              | John Leslie (Dog Walker)                              | Michael Zen (Blue Movie)                                                                   | Paul Thomas (Bobby Sox)                                    | Nic Cramer (Operation Sex Siege)                                | Nic Cramer (Looker)                                      |
| Mejor director (v)              | John Leslie (Bad Habits)                              | Michael Ninn (Látex)                                                                       | Michael Ninn (Shock)                                       | Robert Black (Miscreants)                                       | John Leslie (The Lecher 2)                               |
| Mejor escena lésbica (f)        | The Dinner Party (Celeste, Debi Diamond & Misty Rain) | Fantasy Chamber (Felecia, Jenteal & Misty Rain)                                            | Dreams of Desire (Melissa Hill & Jill Kelly)               | Satyr (Missy & Jenna Jameson)                                   | White Angel (Laura Palmer, Ruby, Charlie & Claudia)      |
| Mejor escena lésbica (v)        | Buttslammers 4 (Felecia, Bionca & Debi Diamond)       | Takin' It to the Limit 6 (Traci Allen, Careena Collins, Felecia, Jill Kelly, & Misty Rain) | Buttslammers the 13th (Missy, Misty Rain & Caressa Savage) | Cellar Dwellers 2 (Jeanna Fine, P.J. Sparxx & Tricia Devereaux) | Buttslammers 16 (Caressa Savage, Roxanne Hall & Charlie) |
| Mejor fotografía                | Dog Walker (Jack Remy)                                | Sex 2 (Bill Smith)                                                                         | Unleashed (Andrew Blake)                                   | Zazel (Philip Mond)                                             | Looker (Jack Remy)                                       |
| Mejor película                  | The Dinner Party                                      | The Player                                                                                 | Unleashed                                                  | Zazel                                                           | Looker                                                   |
| Mejor video                     | Takin' It to the Limit 1 & 2                          | Bottom Dweller 33 1/3                                                                      | John Leslie's Fresh Meat 3                                 | John Leslie's Fresh Meat 4                                      |                                                          |
| Mejor película lésbica          | Creme de Femme                                        | Buttslammers 10                                                                            | The Violation of Missy                                     | Diva 4                                                          | Welcome To The Cathouse                                  |
| Película más alquilada del año. | John Wayne BobbittUncut                               | Látex                                                                                      | Shock                                                      | New Wave Hookers 5                                              | Pam & Tommy Lee                                          |
| Película más vendida del año.   | John Wayne BobbittUncut                               | Látex                                                                                      | (tie) Shock / The World's Biggest Gangbang 2               | Zazel                                                           | Pam & Tommy Lee                                          |

|                                     | 1995                                 | 1996                                       | 1997                               | 1998                                      | 1999        |
| Actor Gay del año                   | Joey Stefano                         | J.T. Sloan                                 | Kurt Young                         | Jim Buck                                  | Diego Stein |
| Actor revelación Gay                | Steve Marks                          | Ken Ryker                                  | Kurt Young                         | Jim Buck                                  |             |
| Mejor película bisexual             | Revenge of the Bi Dolls              | Remembering Times Gone Bi                  | Switchhitters VIII                 | Night of the Living Bi Dolls              |             |
| Mejor película Gay                  | Flashpoint                           | Renegade                                   | Flesh and Blood                    | Naked Highway                             |             |
| Mejor actor Gay (v)                 | Ryan Idol (Idol Country)             | Ken Ryker (Renegade)                       | Kurt Young (Flesh and Blood)       | Jim Buck (Naked Highway)                  |             |
| Mejor actor Gay de reparto          | Scott Baldwin (Flashpoint)           | Johnny Rahm (All About Steve)              | Dino Phillips (Happily Ever After) | Bo Summers (Family Values)                |             |
| Mejor actor de películas bisexuales | Josh Eliot (Revenge of the Bi Dolls) | James C. Stark (Remembering Times Gone Bi) | Gino Colbert (Switchhitters VIII)  | Josh Eliot (Night of the Living Bi Dolls) |             |
| Mejor director de películas gay     | John Rutherford (Flashpoint)         | John Rutherford (Renegade)                 | Jerry Douglas (Flesh and Blood)    | Wash West (Naked Highway)                 |             |

- Desde 1999, se crean los GayVN Awards para premiar las películas de esta temática.

### Premiados 2000 - 2004
|                                | 2000                                               | 2001                                        | 2002                                                                     | 2003                                                          | 2004 |
| Mejor actriz revelación        | Bridgette Kerkove                                  | Tera Patrick                                | Violet Blue                                                              | Jenna Haze                                                    | Stormy |
| Mejor actriz del año           | Inari Vachs                                        | Jewel De'Nyle                               | Nikita Denise                                                            | Aurora Snow                                                   | Ashley Blue |
| Mejor actor del año            | Lexington Steele                                   | Evan Stone                                  | Nacho Vidal                                                              | Lexington Steele                                              | Michael Stefano |
| Mejor actor revelación         |                                                    |                                             |                                                                          | Nick Manning                                                  | Ben English |
| Mejor actriz (f)               | Chloe (Chloe)                                      | Taylor Hayes, Raylene (tie)                 | Ginger Lynn (Taken)                                                      | Taylor St. Clair (The Fashionistas)                           | Savanna Samson (Looking In) |
| Mejor Actriz (v)               | Serenity (Double Feature!)                         | Serenity (M Caught in the Act)              | Sydnee Steele (Euphoria)                                                 | Devinn Lane (Breathless)                                      | Julia Ann (Beautiful) |
| Mejor actor (f)                | James Bonn (Chloe)                                 | Evan Stone (Adrenaline)                     | Anthony Crane (Beast)                                                    | Brad Armstrong (Falling From Grace)                           | Randy Spears (Heart of Darkness) |
| Mejor actor (v)                | Randy Spears (Double Feature!)                     | Joel Lawrence (Raw)                         | Mike Horner (Euphoria)                                                   | Dale DaBone (Betrayed By Beauty)                              | Evan Stone (Space Nuts) |
| Mejor actor de reparto (f)     | Janine (Seven Deadly Sins)                         | Chloe (True Blue)                           | Julie Meadows (Fade To Black)                                            | Belladonna (The Fashionistas)                                 | Dru Berrymore (Heart of Darkness) |
| Mejor actriz de reparto (v)    | Shanna McCullough (Double Feature!)                | Midori (West Side)                          | Ava Vincent (Succubus)                                                   | Sydnee Steele (Breathless)                                    | Brooke Ballentyne (Rawhide) |
| Mejor actor de reparto (f)     | Michael J. Cox (Seven Deadly Sins)                 | Randy Spears (Watchers)                     | Herschel Savage (Taken)                                                  | Mr. Marcus (Paradise Lost)                                    | Steven St. Croix (Looking In) |
| Mejor actor de reparto (v)     | Tom Byron (LA 399)                                 | Wilde Oscar (West Side)                     | Mike Horner (Wild Thing)                                                 | Randy Spears (Hercules)                                       | Randy Spears (Space Nuts) |
| Mejor actuación no sexual      | Anthony Crane (Double Feature!)                    | Rob Spallone (The Sopornos)                 | Paul Thomas (Fade To Black)                                              | Tina Tyler (The Ozporns)                                      | Allan Rene (Opera) |
| Mejor Tease Performance        | Dahlia Grey (Playthings)                           | Jessica Drake (Shayla's Web)                | Tera Patrick (Island Fever)                                              | Belladonna (The Fashionistas)                                 | Michelle Wild (Crack Her Jack) |
| Mejor director (f)             | Ren Savant (Seven Deadly Sins)                     | James Avalon (Les Vampyres)                 | Paul Thomas (Fade To Black)                                              | John Stagliano (The Fashionistas)                             | Paul Thomas (Heart of Darkness) |
| Mejor director (v)             | Jonathan Morgan (Double Feature!)                  | Nic Andrews (Dark Angels)                   | Brad Armstrong (Euphoria)                                                | Michael Raven Breathless & Rocco Siffredi (The Ass Collector) | Michael Raven (Beautiful) |
| Mejor director extranjero      | Anita Rinaldi (Return To Planet Sexxx)             | Tanya Hyde (Hell, Whores and High Heels)    | Kovi (The Splendor of Hell)                                              | Anthony Adamo (Private Gladiator)                             | Gazzman (The Scottish Loveknot) |
| Mejor escena lésbica (f)       | Seven Deadly Sins (Janine Lindemulder & Julia Ann) | Les Vampyres (Ava Vincent & Syren)          | Bad Wives 2 (Jail Cell Group)                                            | The Fashionistas (Belladonna & Taylor St. Clair)              | Snakeskin (Dru Berrymore & Teanna Kai)                                                                                                |
| Mejor escena lésbica (v)       | Tampa Tushy Fest (Alisha Klass & Chloe)            | Dark Angels (Sydnee Steele & Jewel De'Nyle) | Where The Girls Sweat 5 (Chloe, Taylor St. Clair, Sindee Coxx & Felecia) | I Dream of Jenna (Autumn, Nikita Denise & Jenna Jameson)      | The Violation of Jessica Darlin (Jessica Darlin, Brandi Lyons, Lana Moore, Hollie Stevens, Flick Shagwell, Ashley Blue & Crystal Ray) |
| Mejor fotografía               | Search for the Snow Leopard (Johnny English)       | Dream Quest (Jake Jacobs & Ralph Parfait)   | Blond & Brunettes (Andrew Blake)                                         | The Villa (Andrew Blake)                                      | Hard Edge (Andrew Blake) |
| Mejor película                 | Playthings                                         | Erotica                                     | Porno Vision                                                             |                                                               | Hard Edge |
| Mejor video                    | The Voyeur 12                                      | Buttwoman vs. Buttwoman                     | Buttwoman Iz Bella                                                       | Bring 'Um Young 9                                             | Fetish: The Dreamscape |
| Mejor película lésbica         | The Four Finger Club 2                             | Hard Love/How to Fuck in High Heels         | The Violation of Kate Frost                                              | The Violation of Aurora Snow                                  | Babes Illustrated 13 |
| Película más alquilada del año | Devil in Miss Jones 6                              | Dream Quest                                 | Island Fever                                                             | Briana Loves Jenna                                            | The Fashionistas |
| Película más vendida           | The Houston 620                                    | Dream Quest                                 | Snoop Dogg's Doggystyle                                                  | Briana Loves Jenna                                            | Hustlaz: Diary of a Pimp |

### Premiados 2005-2009
|                                | 2005 | 2006                                                         | 2007                                                                  | 2008                                                                                | 2009                                          |
| Mejor actriz revelación        | Cytherea | McKenzie Lee                                                 | Naomi                                                                 | Bree Olson                                                                          | Stoya                                         |
| Actriz del año                 | Lauren Phoenix                                                                                                | Audrey Hollander                                             | Hillary Scott                                                         | Sasha Grey                                                                          | Jessica Drake                                 |
| Actor del año                  | Manuel Ferrara                                                                                                | Manuel Ferrara                                               | Tommy Gunn                                                            | Evan Stone                                                                          | Evan Stone                                    |
| Mejor actor revelación         | Tommy Gunn | Scott Nails                                                  | Tommy Pistol                                                          | Alan Stafford                                                                       | Anthony Rosano                                |
| Mejor actriz (f)               | Jenna Jameson (The Masseuse)                                                                                  | Savanna Samson (The New Devil in Miss Jones)                 | Jessica Drake, (Manhunters)                                           | Penny Flame (Layout)                                                                | Alexis Texas                                  |
| Mejor actriz (v)               | Jessica Drake (Fluff and Fold)                                                                                | Janine Lindemulder (Pirates)                                 | Hillary Scott (Corruption)                                            | Eva Angelina (Upload)                                                               | Jessica Drake (Fallen)                        |
| Mejor actor (f)                | Justin Sterling (The Masseuse)                                                                                | Randy Spears (Eternity)                                      | Randy Spears (Manhunters)                                             | Tom Byron (Layout)                                                                  |                                               |
| Mejor actor (v)                | Barrett Blade (Loaded)                                                                                        | Evan Stone (Pirates)                                         | Evan Stone (Sex Pix)                                                  | Brad Armstrong (Coming Home)                                                        | Evan Stone (Pirates II: Stagnetti's Revenge)  |
| Mejor actriz de reparto (f)    | Lezley Zen (Bare Stage)                                                                                       | Jenna Jameson (The New Devil in Miss Jones)                  | Kirsten Price (Manhunters)                                            | Kylie Ireland (Layout)                                                              | Belladonna (Pirates II: Stagnetti's Revenge)  |
| Mejor actriz de reparto (v)    | Ashley Blue (Adore)                                                                                           | Stormy Daniels (Camp Cuddly Pines Powertool Massacre)        | Katsumi (Fashionistas Safado: The Challenge)                          | Hillary Scott (Upload)                                                              |                                               |
| Mejor actor de reparto (f)     | Rod Fontana (The 8th Sin)                                                                                     | Randy Spears (Dark Side)                                     | Kurt Lockwood (To Die For)                                            | Randy Spears (Flasher)                                                              |                                               |
| Mejor actor de reparto (v)     | Randy Spears (Fluff and Fold)                                                                                 | Tommy Gunn (Pirates)                                         | Manuel Ferrara (She Bangs)                                            | Barrett Blade (Coming Home)                                                         | Ben English (Pirates II: Stagnetti's Revenge) |
| Mejor director (f)             | Paul Thomas (The Masseuse)                                                                                    | Paul Thomas (The New Devil in Miss Jones)                    | Brad Armstrong (Manhunters)                                           | Paul Thomas (Layout)                                                                | Brad Armstrong (Fallen)                       |
| Mejor director (v)             | David Stanley (Pretty Girl)                                                                                   | Joone (Pirates)                                              | Eli Cross (Corruption)                                                | John Stagliano - (Fashionistas Safado: Berlin)                                      |                                               |
| Mejor director extranjero      | Narcís Bosch (Hot Rats)                                                                                       | Rocco Siffredi (Who Fucked Rocco?)                           | Pierre Woodman (Sex City)                                             | Alessandro Del Mar (Dangerous Sex)                                                  |                                               |
| Mejor escena lésbica (f)       | The Masseuse (Jenna Jameson & Savanna Samson)                                                                 | The New Devil in Miss Jones (Jenna Jameson & Savanna Samson) | FUCK (Clara G, Felecia, Jessica Drake, Katsumi)                       | Sex & Violins (Faith Leon, Monique Alexander & Stefani Morgan)                      |                                               |
| Mejor escena lésbica (v)       | The Violation of Audrey Hollander (Ashley Blue, Audrey Hollander, Brodi, Gia Paloma Kelly Kline, & Tyla Winn) | Pirates (Janine & Jesse Jane)                                | Island Fever 4 (Jana Cova, Jesse Jane, Sophia Santi & Teagan Presley) | Babysitters (Alektra Blue, Angie Savage, Lexxi Tyler, Sammie Rhodes & Sophia Santi) |                                               |
| Mejor fotografía               | Flirts (Andrew Blake)                                                                                         | The New Devil in Miss Jones (Ralph Parfait)                  | FUCK (Francois Clousot)                                               | Fashion Underground                                                                 |                                               |
| Mejor película                 | Stuntgirl |                                                              |                                                                       |                                                                                     |                                               |
| Mejor Video                    | | Squealer                                                     | TIE: Blacklight Beauties & Neu Wave Hookers                           |                                                                                     |                                               |
| Mejor película lésbica         | The Connasseur                                                                                                | Belladonna's Fucking Girls                                   | Belladonna: No Warning                                                | Girlvana 3                                                                          |                                               |
| Película más alquilada del año | 1 Night in Paris                                                                                              | The Masseuse                                                 | Pirates                                                               | Debbie Does Dallas...Again                                                          | Cheerleaders                                  |
| Película más vendida del año   | 1 Night in Paris                                                                                              | 1 Night in China                                             | Pirates                                                               | Pirates                                                                             | Cheerleaders                                  |

#### Salón de la fama
2007
- Sasha Grey
- Rebecca Bardoux
- Dave Cummings
- Taylor Hayes
- Rick Masters
- John Seeman
- Domonique Simone
- Selena Steele
- Sydnee Steele
- Naomi
- Nici Sterling
- Aurora Snow
- Tabitha Stevens
- Kyle Stone

2006
- Chloe
- Nick East
- Mickey G
- Steve Hatcher
- Janet Jacme
- Jenna Jameson
- Lynn LeMay
- Cara Lott
- Cash Markman
- Rodney Moore
- Jack Remy
- Stephanie Swift

2005
- James Avalon
- Seymore Butts
- Cytherea
- Rod Fontana
- Kylie Ireland
- C. J. Laing
- Francesca Le
- Mai Lin
- Jim Powers
- Serenity
- Shane
- Steven St. Croix

2004
- Julia Ann
- Brad Armstrong
- Kim Christy
- Don Fernando
- Max Hardcore
- Houston
- Johnnie Keyes
- Jim Malibu
- Rhonda Jo Petty
- Alicia Rio
- Misty Rain

Ganadores anteriores:
- Buck Adams
- Tracey Adams
- Juliet Anderson
- Kaitlyn Ashley
- Lois Ayres
- Bionca
- Andrew Blake
- Bunny Bleu
- R. Bolla aka (Richard Bolla)
- Rene Bond
- John T. Bone
- Leslie Bovee
- T. T. Boy
- Erica Boyer
- Lasse Braun
- Robert Bullock
- Jerry Butler
- Tom Byron
- Christy Canyon
- Michael Carpenter
- Asia Carrera
- Marilyn Chambers
- Nikki Charm
- Bob Chinn
- David Christopher
- Christoph Clark
- Tiffany Clark
- Careena Collins
- Patrick Collins
- Desireé Cousteau
- Gerard Damiano
- Barbara Dare
- The Dark Brothers
- Raquel Darrian
- Mark Davis
- Lisa De Leeuw
- Alex de Renzy
- Vanessa del Río
- Debi Diamond
- Karen Dior
- Jon Dough
- Steve Drake
- Duck Dumont
- Eric Edwards
- Felecia
- Jeanna Fine
- Gail Force
- Samantha Fox
- Scotty Fox
- Ashlyn Gere
- Ken Gibb
- Jamie Gillis
- Dave Hardman
- Veronica Hart
- Nina Hartley
- Annette Haven
- Taylor Hayes
- Deidre Holland
- Jim Holliday
- John Holmes
- Mike Horner
- Cecil Howard
- Heather Hunter
- Ron Jeremy
- Roy Karch
- Keisha
- Jill Kelly
- Chasey Lain
- Chi Chi LaRue
- Shayla LaVeaux
- Bud Lee
- Hyapatia Lee
- Dorothy LeMay
- Gloria Leonard
- John Leslie
- Harold Lime
- Fred J. Lincoln
- Janine Lindemulder
- Amber Lynn
- Ginger Lynn
- Porsche Lynn
- Madison
- Richard Mailer
- Chelsea Manchester
- William Margold
- Robert McCallum
- Shanna McCullough
- Clive McLean
- Radley Metzger
- Sean Michaels
- Earl Miller
- Missy
- Sharon Mitchell
- The Mitchell Brothers
- Constance Money
- Tami Monroe
- Britt Morgan
- Jonathan Morgan
- Michael Morrison
- Tiffany Mynx
- Kelly Nichols
- Michael Ninn
- Paul Norman
- Peter North
- Henri Pachard
- Richard Pacheco
- Victoria Paris
- Kay Parker
- Jeannie Pepper
- Ed Powers
- Janus Rainer
- Nikki Randall
- Suze Randall
- Harry Reems
- Patti Rhodes
- Jace Rocker
- Candida Royalle
- Sheri St. Claire
- Jessie St. James
- Álex Sanders
- Loni Sanders
- Herschel Savage
- Rick Savage
- Savannah
- Reb Sawitz
- Seka
- Bruce Seven
- Rocco Siffredi
- Joey Silvera
- Jim South
- P. J. Sparxx
- Randy Spears
- Georgina Spelvin
- Anthony Spinelli
- Mitchell Spinelli
- Annie Sprinkle
- John Stagliano
- Julian St. Jox
- Kirdy Stevens
- Samantha Strong
- Jeff Stryker
- Tony Tedeschi
- Paul Thomas
- Sunset Thomas
- Tianna
- Raven Touchstone
- Ron Vogel
- Bob Vosse
- Jane Waters
- Marc Wallice
- Teri Weigel
- Jennifer Welles
- Tori Welles
- Leider Fagosi
- Randy West
- Honey Wilder
- Dick Witte
- Bambi Woods
- Sam Xavier
- Ona Zee